# Johanneskirche (Belgershain)

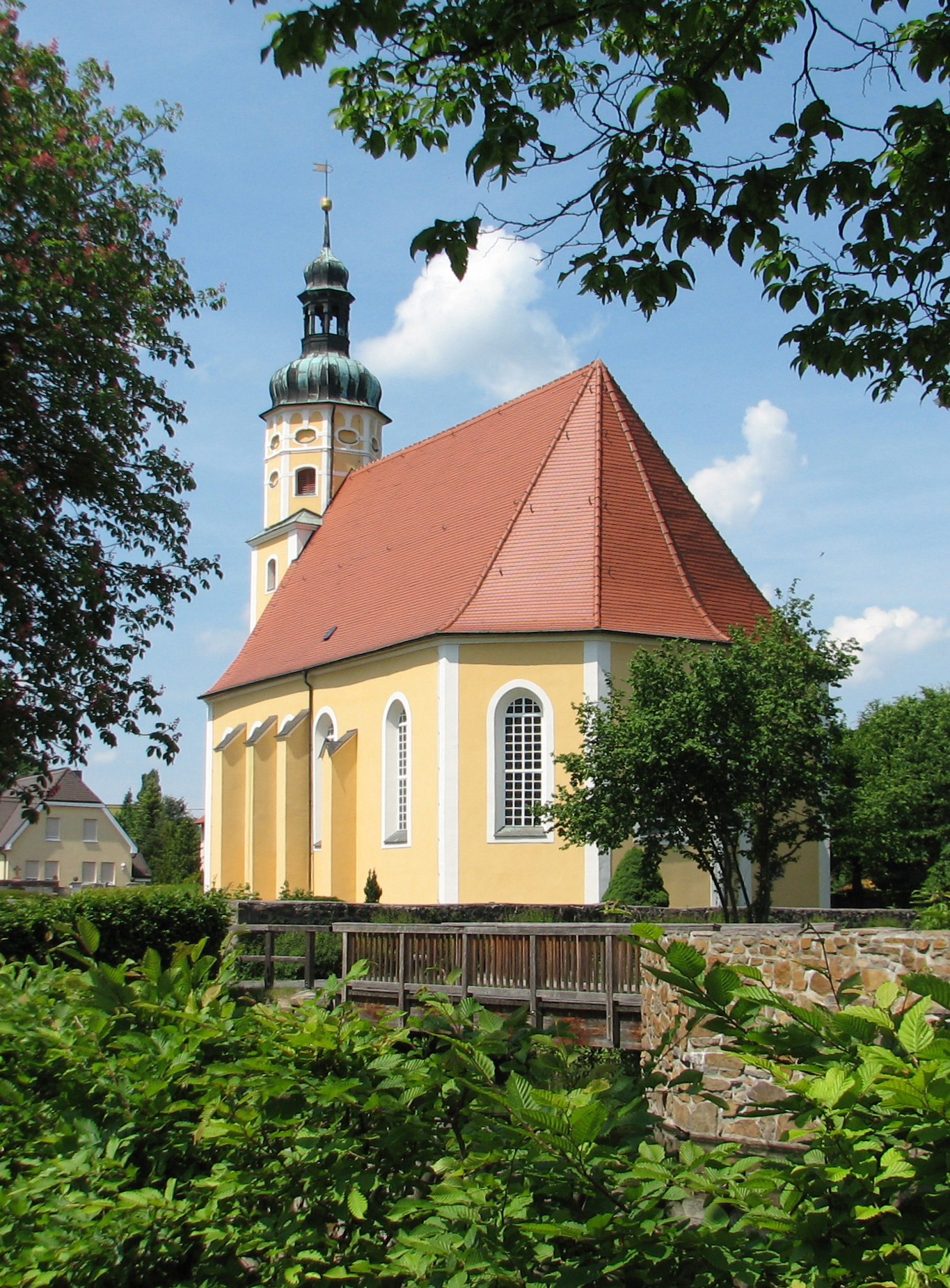
Johanneskirche zu Belgershain (2011)

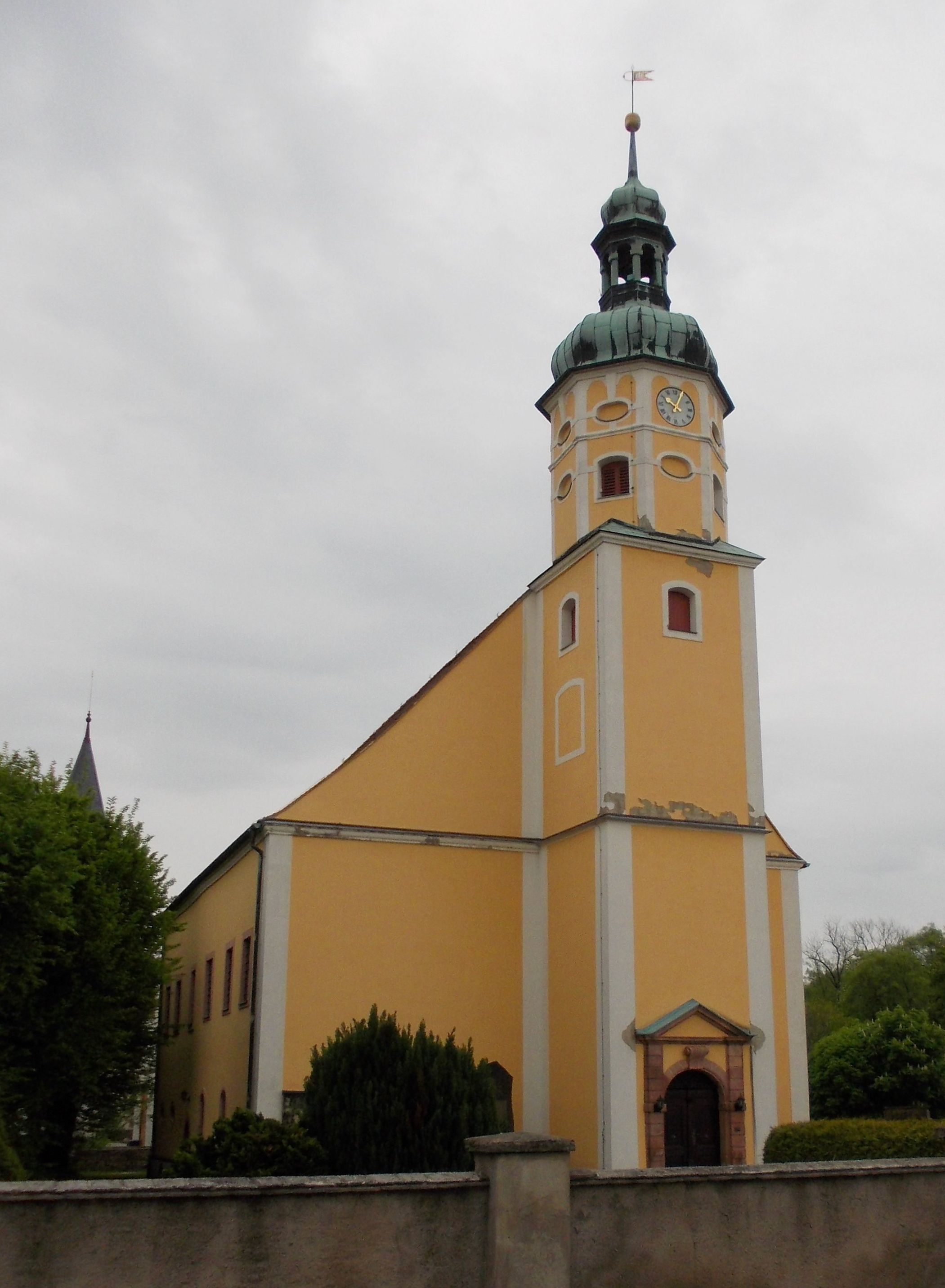
Vorderansicht (2013)

Die Johanneskirche Belgershain ist ein Kirchengebäude der Evangelisch-Lutherischen Landeskirche Sachsens in der Gemeinde Belgershain in der Verwaltungsgemeinschaft Naunhof.

## Geschichte
Die Ersterwähnung des ersten Sakralbaus war um 1330, über dieses Gebäude gibt es keine Überlieferungen. Einziges Zeugnis dieser Epoche ist der historische Taufstein.
Im November 1681 wurde die kleinere Vorgängerkirche wegen Baufälligkeit abgerissen. Am 4. April 1682 war Grundsteinlegung für den Neubau, der auf Eichenpfählen gegründet wurde. Am 3. Mai 1684 wurden mit dem Aufbau des Turmkopfes die Außenarbeiten abgeschlossen.
In der zweiten Hälfte des 18. Jahrhunderts wurde ein hölzernes Gewölbe eingebaut, wobei die durchgehenden Deckenbalken gekappt wurden. 1750 folgte die Erneuerung der Turmspindel, 1770 die Vergoldung des Turmkopfes. Am 4. September 1782 deckte ein Sturm das Altarraum-Dach ab.
Zum 200-jährigen Jubiläum 1886 wurde der Innenraum renoviert. 1898 wurden die gesammelten Gebeine aus der Familiengruft Ponickau im Nordosten der Gruft eingemauert. 1900 erfolgte die Sicherung der Dachkonstruktion mittels neuer Dachbinder, im Jahr 1903 wurde die Friedhofsmauer errichtet. 1905 wurde das Gestühl von drei auf zwei Reihen umgestaltet.
1929 wurde die baupolizeiliche Schließung des Gotteshauses verfügt: Aufgrund der mangelhaften Gründung auf Treibsand und der Kappung der Deckenbalken im 18. Jahrhundert war es zu kräftigen Rissen im Mauerwerk gekommen. Daraufhin erfolgten Planung und Einbau einer Eisenbetonkonstruktion unter den Umfassungsmauern mit 99 Betonpfählen bis in den festen Untergrund in sieben Metern Tiefe. Die Empore an der Nordseite wurde entfernt, die „Hochzeitspforte“ in der Südwand wurde vermauert bzw. zu einem kürzeren Fenster umgestaltet. Auch wurden einige Epitaphe der Familie Ponickau neu platziert, eine kombinierte Warmluft- und Warmwasserheizung eingebaut, die Elektroanlage erneuert und ein E-Motor für Orgel und eine elektrische Turmuhr in Betrieb genommen. Die Wiedereinweihung war am 22. Februar 1931 mit Superintendent Weidauer aus Grimma und Pfarrer Rausch.
1986 wurde die 300-Jahr-Feier mit Pfarrer Nagel begangen, auch wurde die Außenrenovierung mithilfe zahlreicher Gemeindemitglieder abgeschlossen. 1994 erfolgte in der Amtszeit von Pfarrer Scherling die Erneuerung des Kirchendaches. Am 5. Oktober 2003 wurden mit Pfarrer Günz die Wiedereinweihung der Kirche nach umfangreicher Innen- und Außenrenovierung begangen.

## Architektur
Der Baukörper ist ein Putzbau mit dreiseitig geschlossenem Chor, abgefasten Ecken mit Lisenen, Strebepfeilern und Korbbogenfenstern. Der Kirchturm hat einen quadratischen Grundriss mit sowie oktogonalen Aufsatz und Haube.
Im Innenraum findet sich ein hölzernes Sterngewölbe mit stuckierten Rippen, die zweigeschossige Westempore sowie die zweigeschossige Loge.

## Ausstattung
Vom Innenausbau 1686 ist fast nichts schriftlich überliefert; es wird vermutet, dass dabei Johann Caspar Sandtmann (1627–1695, Schöpfer der Figuren auf Leipzigs Alter Börse) verantwortlich war.
Die aktuelle Farbgestaltung stammt von 2003 und ist das Ergebnis der Recherchen über den möglichen Urzustand. Zeitgleich wurden der Fußboden komplett erneuert, das Gestühl überarbeitet und eine elektrische Heizung installiert.
Der Altar ist ein 3,90 Meter breites Holzschnitzwerk mit spiegelverkehrter Kopie der Kreuzabnahme Christi (Öl auf Leinwand). Das etwa doppelt so große Original stammt von Peter Paul Rubens und befindet sich in der Liebfrauenkathedrale zu Antwerpen. Am Fuß sind Brustbilder der Familie von Ponickau, Patron zu Belgershain und Bauherr dieser Kirche, zu sehen; sie stammen aus der Zeit um 1690.
Das barocke, geschnitzte Taufgestell mit Lesepult trägt das Wappen der Familie von Ponickau und die Jahreszahl 1758. Der Taufstein am Eingang ist der einzig erhaltene Gegenstand aus der Vorgängerkirche, er wird seit der Restaurierung 2003 wieder genutzt.
Die Kanzel hat ihren Zugang durch einen Pfeiler, auf ihr sind mit botanischer Genauigkeit Blumen gezeichnet. Über der Kanzel ist ein sternförmiger Schalldeckel befestigt. Über dem Aufgang ist das Bild eines Engels aus der sehr frühen Phase der Kirche zu sehen, es wurde 1930 freigelegt.
Des Weiteren gibt es eine Herrschaftskapelle, einen Beichtstuhl, Epitaphe und Gedenktafeln, so etwa Gedenksteine für die Gefallenen beider Weltkriege, das Sandsteinepitaph für Pfarrer Adam Jakobi, das Familiengrab der Familie Baltzer (Pfarrer in Belgershain), die Gedenktafel für die Gefallenen der Kriege 1866/70 und eine Tafel mit lateinischem Text mit Dank an die Familie von Ponickau für die Errichtung dieses Gotteshauses. Im Chorraum rechts sind ein Denkmal aus Holz ohne Bild für den Erbauer der Kirche, Johann von Ponickau (gest. 1699) und ein Denkmal aus Holz mit Bild des Johann Christoph von Ponickau (gest. 1734) zu finden.

### Orgel
Die erste Orgel erbaute Christoph Donat aus Leipzig im Jahr 1686, Orgelweihe war am Johannestag (24. Juni) jenes Jahres. Diese baute 1770 Johann Gottlieb Mauer aus Altenburg um.
Die heutige Orgel schuf Alfred Schmeisser (1878–1957) aus Rochlitz 1905. Sie verfügt über 18 Register auf zwei Manualen und Pedal. Es ist ein charakteristisches Beispiel der frühen Epoche der Orgelbewegung. Die 1917 abgelieferten Zinnpfeifen im Prospekt wurden 1922 durch Pfeifen aus Zink ersetzt. 1929 wurde ein Windmotor eingebaut. Reinhard Schmeisser entfernte 1964 den Schweller des zweiten Manuals und disponierte das Instrument um. 2008 erfolgte die Rekonstruktion der Schmeisser-Orgel von 1905 sowie des Gehäuses. 2009 wurden die Zinkpfeifen von 1922 wieder mit Zinnpfeifen ersetzt und damit der Originalzustand wiederhergestellt.
Die Disposition lautet wie folgt::
| I Manual C– |              |     |
| 1.          | Bordun       | 16′ |
| 2.          | Prinzipal    | 8′  |
| 3.          | Gamba        | 8′  |
| 4.          | Hohlflöte    | 8′  |
| 5.          | Oktave       | 4′  |
| 6.          | Gemshorn     | 4′  |
| 7.          | Oktave       | 2′  |
| 8.          | Mixtur II–IV | 2′  |

| II Manual C– |                 |       |
| 9.           | Geigenprinzipal | 8′    |
| 10.          | Gedackt         | 8′    |
| 11.          | Concertflöte    | 4′    |
| 12.          | Schwiegel       | 2′    |
| 13.          | Quinte          | 1 ⁄3′ |
| 14.          | Sifflöte        | 1′    |

| Pedal C– |              |     |
| 15.      | Subbaß       | 16′ |
| 16.      | Violonbaß    | 16′ |
| 17.      | Prinzipalbaß | 8′  |
| 18.      | Choralbaß    | 4′  |

- Koppeln: I/I Super, II/I, II/I Sub, I/P, II/P
- Nebenregister: Klingel zum Calcant
- Spielhilfen: 4 feste Kombinationen (p, mf, f, ff), Handregister ab, Koppeln ab, Walze ab

### Geläut
Der 21. Mai 1778 war das Datum für den Neuguss der großen Glocke, deren Vorgängerin war 1763 gesprungen. Jedoch brach beim Hochziehen der Glocke der Haltebalken, die Glocke stürzte ab, zerbrach und musste erneut gegossen werden. Am 3. Juli 1778 fand die neue Glocke ihr Zuhause im Kirchturm. 1828 musste die Glocke abermals erneuert werden.
1862 wurden zwei neue Glocken erworben. Diese mussten im Ersten Weltkrieg für Rüstungszwecke abgegeben werden.
Neue Glocken folgten 1921. Das Glockengeläut besteht seitdem aus drei Eisenhartgussglocken von Schilling & Lattermann mit der Tonfolge e′, g′ und h′.

## Geistliche
Das Verzeichnis pfarrerbuch.de listet für die Kirche folgende Pfarrer auf:
- 1620: Christian Roth
- 1630: Abraham Rüdiger
- 1637: Johann Kretzschmar
- 1641: Bernhard Thilo
- 1681: Johann Balthasar Müller
- 1692: Johann Gottlob Hempel
- 1699: Adam Christoph Jacobi
- 1731: Rudolf Jünger
- 1758: Johann Gottlieb Neubauer
- 1807: Philipp Rosenmüller
- 1844: Gustav Adolf Lange
- 1864: Christian Friedrich Schwarzenberg
- 1890: Gottlob Samuel Baltzer
- 1920: *Friedrich Karl Rausch
- 1957: Wolfgang Quandt
- 1965: Christian Fischer
- 1972: Eckhardt Nagel
- 1986: Ralf-Olaf Kühne
- 1988: Wolfgang Scherling